# M24 (Gewehr)

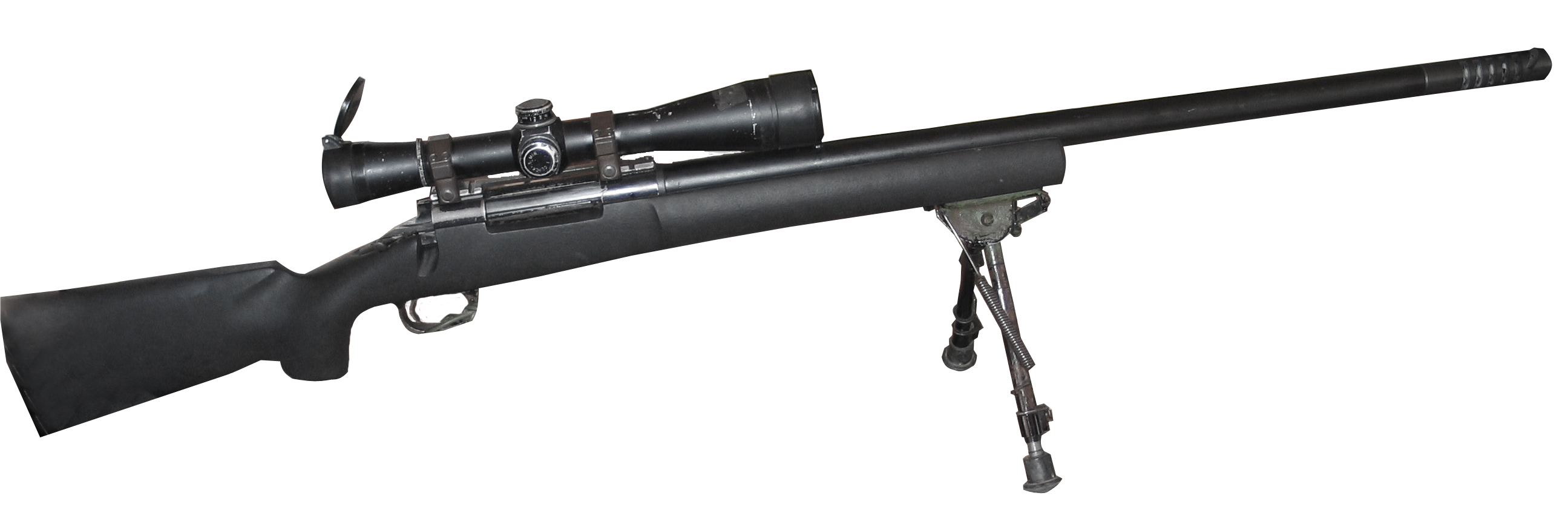
IDF M24 SWS

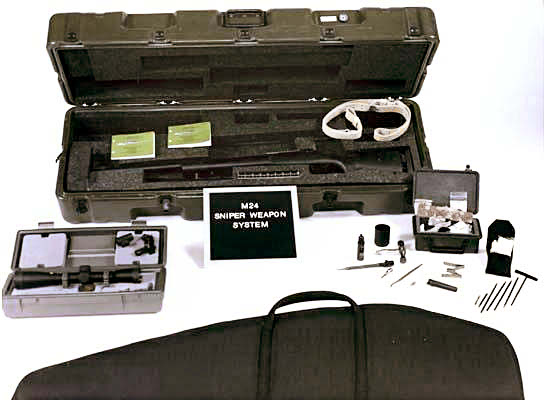
M24-SWS-Waffenkit

Das M24 SWS ist ein Scharfschützengewehr für Polizei und Militär. Es basiert auf dem Remington 700 des Herstellers Remington Arms.

## Überblick
Das M24 SWS ist das Standard-Scharfschützengewehr der US Army. SWS steht für Sniper Weapon System. Wie alle Modelle der 700er-Serie ist das M24 ein Repetiergewehr; die leeren Hülsen werden durch Repetieren des Verschlusses ausgeworfen und eine neue Patrone aus dem Magazin nachgeladen.
Hauptunterschied zur Remington 700 ist das militärische Zielfernrohr, ein 10×42 Leupold Ultra M3A ZF, und die anpassbare Schulterstütze. Die effektive Kampfentfernung liegt laut Hersteller am Tag bei 800 m, in der Nacht mit Nachtsichtgerät bei 300 m.
Remington Arms bietet ebenfalls eine modifizierte Variante des M24 an. Das M24A2 verfügt über ein 10-Patronen-Magazin, eine aufgesetzte Picatinny-Schiene (MARS – Modular Accessory Rail System) sowie einen geänderten Lauf, um einen Schalldämpfer aufzunehmen.
Abgelöst wird die M24 durch das Modell KAC M110 SASS. Das KAC M110 SASS ist ein halbautomatisches Scharfschützengewehr und wurde in der United States Army im Jahr 2008 in Dienst gestellt. Seit 2010 werden bestehende M24 zum XM2010 Enhanced Sniper Rifle aufgerüstet. Zuvor wurde dieses Programm als M24E1 Reconfigured Sniper Weapon System bezeichnet.

## Verwendung
- Israel – Israelische Streitkräfte
- Vereinigte Staaten – US Army
- Afghanistan – Afghanische Nationalarmee[2]